# Cádiz (Filipinas)
Cádiz es una ciudad filipina próxima a las ciudades de Sagay y Silay ubicada a 65 km al norte de Bacólod, en la provincia de Negros Occidental.
Según el censo de 2000, tiene 141,954 habitantes, domiciliados en 26,998 casas. 
Cádiz tiene como sustento principal la producción de azúcar, que es enviada a la ciudad cercana de Victorias, para su tratamiento y venta.

## Organización
Cádiz se divide administrativamente en 22 barangayes.
| - Andrés Bonifacio - Banquerohan - Barangay 1 Pob. (1.ª Zona) - Barangay 2 Pob. (2.ª Zona) - Barangay 3 Pob. (3.ª Zona) - Barangay 4 Pob. (4.ª Zona) - Barangay 5 Pob. (5.ª Zona) - Barangay 6 Pob. (6.ª Zona) - Burgos - Cabahug - Cádiz Viejo | - Caduha-an - Celestino Villacín - Daga - V. F. Gustilo - Jerusalem - Luna - Mabini - Magsaysay - Sicaba - Tiglawigan - Tinampa-an |

- Datos: Q1020688
- Multimedia: Cadiz, Negros Occidental / Q1020688

1. ↑  Worldpostalcodes.org, código postal n.º 6121.